# Focicchia
Focicchia település Franciaországban, Haute-Corse megyében. Lakosainak száma 32 fő (2022. január 1.). Focicchia Piedicorte-di-Gaggio, Altiani, Erbajolo és Sant’Andréa-di-Bozio községekkel határos.

## Népesség
A település népességének változása:
| Lakosok száma | 54   | 34   | 22   | 39   | 31   | 25   | 26   | 28   | 29   | 32   |
|               | 1968 | 1982 | 1990 | 2006 | 2013 | 2015 | 2017 | 2019 | 2020 | 2022 |